# 1026
Cette page concerne l'année 1026  du calendrier julien.
L'année 1026 est une année commune qui commence un samedi.

## Événements
- 6-8 janvier[1] : Mahmoud de Ghazni prend puis détruit le temple de Somnatha (Kathiawar, Inde).
- 27 ou 28 février : Henri VI le Noir devient duc de Bavière à la mort sans héritiers  de Henri V[2].
- Avril[3] : expédition en Italie de Conrad II, empereur romain germanique. Le 10 avril, il célèbre Pâques à Verceil. Comme il ne peut pas rentrer dans Pavie révolté, il se fait couronner roi d'Italie à Milan par l'archevêque Aribert. Il ravage les environs de Pavie, puis se rend à Ravenne en mai[4].
- Mai : révolte des habitants de Ravenne contre les Allemands, réprimée par Conrad II le Salique, qui se replie dans la vallée de l'Adda et passe Noël à Ivrée[4].
- 29 mai, Pentecôte :
  - Le prince de Capoue, Pandulf IV, déposé en 1022, reprend Capoue après dix-huit mois de siège, avec l'aide du prince de Salerne Guaimar[5].
  - Le roi de Francie occidentale Robert II le Pieux convoque une assemblée de baron et d'évêque pour désigner son héritier, après la mort d'Hugues, son fils aîné (17 septembre 1025). La règle de primogéniture, défendue par Fulbert de Chartres, est établie. Le deuxième fils du roi, Henri devient l'héritier[6].
- Juillet : prise de Saumur par Foulques III Nerra[7].
- 30 - 31 juillet : incendie de l'abbaye de Saint-Benoît-sur-Loire. L'abbé Gauzlin en commence la reconstruction[8].
- 23 août : Richard III succède à son père Richard II comme duc de Normandie[6].
- 21 septembre : Renaud Ier de Bourgogne succède à son père Otte-Guillaume de Bourgogne comme comte de Bourgogne[9].
- Septembre : bataille navale entre Knut Ier le Grand, d'une part, et Anund Jacob de Suède et Olaf II de Norvège, d'autre part, à l'embouchure de l'Helge, en Scanie orientale[10]. Knut est contraint par les événements au Danemark de revenir d’Angleterre. Il s’ensuit une période confuse. Une grande confrontation navale a lieu en Scanie, dont les résultats ne sont pas clairs, si se n’est qu’Anund Jacob s’enfuit en Suède, qu’Olav Haraldsson doit regagner la Norvège en abandonnant sa flotte sur place et qu’Úlfr, jarl de Danemark, qui a participé à la bataille, est assassiné peu après sur ordre de Knut dans la cathédrale de Roskilde.
- Automne :
  - Départ de Knut Ier le Grand pour un pèlerinage à Rome[11]. Il assiste au couronnement de Conrad II le Salique (26 mars 1027).
  - Ottone Orseolo, destitué, s'enfuit. Pietro Barbolano est élu doge de Venise[12].

- Un ismaïlien nommé Khafif fonde la dynastie des Sumra, qui dirige le Sind jusqu’en 1351[13].
- Attaques des Petchenègues contre Byzance (1026, 1061, 1064, 1087, 1088-1089, 1090). Ils passent le Danube, mais sont repoussés par Constantin Diogène[14].